# José María Estrada
José María Estrada (* 1802 in Granada, Nicaragua; † 13. August 1856 in Somotillo, Nicaragua) war vom 10. April 1855 bis zu seinem Tod  verfassungsmäßiger Präsident Nicaraguas. Er stand allerdings unter Kontrolle der Partido Legitimista und verlor die reale Macht bereits am 23. Oktober 1855.

## Leben
Präsident Fruto Chamorro Pérez wählte José María Estrada als seinen Stellvertreter. Estrada präsidierte auch der Verfassungsgebenden Versammlung von 1854; nachdem Präsident Chamorro Pérez am 12. März 1855 im Amt gestorben war, ernannte diese Versammlung Estrada zu seinem Nachfolger bis zum Ende der Amtszeit des gestorbenen Präsidenten.
Mit Mord bedroht, stimmte Estrada einem vom Oberbefehlshaber der Partido Legitimista, Ponciano Corral Acosta, und William Walker unterzeichneten „Friedensvertrag“ zu. Mit diesem „Friedensvertrag“ bestimmten die beiden Patricio Rivas zum Präsidenten von Nicaragua. José María Estrada flüchtete am 23. Oktober 1855. Am 30. Oktober 1855 trat Rivas sein Amt als Marionette von Walker an. José María Estrada veröffentlichte auf der Flucht in Masaya eine Erklärung, in welcher er Walker als Filibustero bezeichnete. José María Estrada betrachtete sich als den nach wie vor legitimen Präsidenten und rief die zentralamerikanischen Regierungen dazu auf, Walker mit Waffengewalt zu vertreiben. José María Estrada wurde von Soldaten der Partido Democrático in Somotillo ermordet. Sein Nachfolger wurde Nicasio del Castillo y Guzmán.